# Absturz der Gloster Meteor EE411 in Sülfeld, 16. Juni 1947
Die Gloster Meteor Mk.III (F), Nr. EE411 der 266. Squadron (Rhodesia) mit dem Piloten Flight Lieutenant James Mason stürzte am 16. Juni 1947 bei Sülfeld, Kreis Segeberg in ein Niedermoor. Nach dem Befund einer archäologischen Untersuchung vom 23. März 2006 handelte es sich um eine missglückte Notlandung.

## Vorgang
Am 16. Juni 1947 war ein zweistrahliger britischer Jagdbomber vom Typ Gloster Meteor Mk.III (F), RAF-Seriennummer EE411 der 266. Squadron (Rhodesia), im Norderbestetal dicht bei Sülfeld, Kreis Segeberg, im Verlaufe eines Übungsfluges abgestürzt. Der Aufschlag war von den begleitenden Piloten nicht beobachtet worden. Sie gaben zu Protokoll, dass das Flugzeug von Flight Lieutenant James Mason, 24, in den Schubstrahl des vorausfliegenden Gruppenkommandanten geraten, instabil geworden und schließlich in einem Winkel von 45° aus der geringen Übungsflughöhe (um 200 m) abgestürzt sei. Das Flugzeug hatte allerdings nach Augenzeugenberichten die Kirche von Sülfeld noch in geringer Höhe überflogen, bevor es 920 m weiter in der flachen und sumpfigen Niederung des Bestetales aufgeschlagen war. Der Einschlag selbst war von niemandem beobachtet worden; es wird von einem dumpfen Schlag berichtet, wie er für eine Explosion typisch ist. Dass an der Unfallstelle Treibstoff gebrannt habe, bestätigt die Annahme einer Explosion. Über die Maßnahmen nach dem Absturz schließlich gibt es keine exakten Berichte. Teile des Flugzeuges seien von der Royal Air Force geborgen worden. Intensivere Nachsuche habe der hohe Grundwasserspiegel verhindert. Vom Piloten sei lediglich ein Arm gefunden worden, der auf dem Hamburg-Ohlsdorfer Friedhof beigesetzt wurde. Das mit einem Kreuz gekennzeichnete Grab liegt bei 1192-1-T-9 und ist unter IXA F. 5 92 registriert. Es trägt den Begleittext: Forever with the Lord.

## Vorgeschichte der Auffindung und Identifizierung
Ältere Bewohner von Sülfeld hatten eine Erinnerung an den Absturz bewahrt. Es habe sich um ein Düsenflugzeug gehandelt, das in die Bestewiesen abgestürzt sei. Der Sülfelder Gemeindearchivar Ulrich Bärwald sammelte im Jahre 2005 diese Hinweise. Der damals acht Jahre alte Sönke Steegen berichtete ihm: Er habe drei in Formation fliegende Flugzeuge gesehen, die über Sülfeld in Richtung Borstel (Nordwesten) flogen. Dort hätten sie gedreht und seien zurückgeflogen. „Eine flog ganz tief. Ich dachte, die reißt den Kirchturm weg. Plötzlich dreht sich diese Maschine auf den Rücken. Und dann schmiert sie ab, mitten ins Norderbestetal. Danach ist das halbe Dorf auf den Beinen... Ich sah Flammen über dem Moor; brennendes Benzin auf dem voll Wasser gelaufenen Einschlagloch. ...“. Mit älteren Bürgern der Gemeinde suchte Bärwald die in Frage kommenden Flächen ab. Mit einem Metalldetektor fanden sie nahe der Beste kleinere Aluminiumstücke. Eine aufgefundene Gewindekupplung gab einen Hinweis. Sie trug eine Stempelung AGS 1103/E. Nachfragen ergaben, dass AGS für Aircraft General Standard stünde und ein Hinweis auf ein britisches Flugzeug sei. Der britische Autor Colin Cummings erfuhr von diesem Hinweis und schickte am 23. Juni 2005 Bärwald die exakten Informationen. Am 27. Juni 2005 bestätigte der Militärattché der Britischen Botschaft in Berlin Identität und Hergang. Er übermittelte die Angaben aus dem Operational Record Book für den Standort Lübeck-Blankensee der Royal Air Force: Die Gloster Meteor F MK 3, RAF-Seriennummer EE411 der 266. Squadron startete demnach um 10.00 Uhr. Das führende Flugzeug flog Flight Officer Bishop, an seiner rechten Seite flog Flight Lieutenant Walkington, an der linken Seite Flight Lieutenant James Mason. „Einige Meilen westlich“ von Blankensee machte der einzeln fliegende Flight Lieutenant Bazalgette von rechts hinten kommend einen Übungsangriff. Bishop reagierte, indem er um 90 Grad nach links eindrehen und gleichzeitig hochziehen ließ. Auf dem neuen Kurs befahl Bishop eine Wende um 180 Grad nach links. Bei diesem zweiten Manöver sei Mason in den Abgasstrahl Bishops geraten. Die EE411 rollte und sei, so die Begleitpiloten, in einem steilen Bahnneigungsflug außer Sicht geraten.
Die späteren Squadron Leader Walkington (verstorben 1976) und Bazalgette (verstorben 2002) konnten nicht mehr befragt werden. Squadron Leader Maurice Richard Michael Bishop war 2005 84 Jahre alt. Als persönlicher Freund von James Mason und Stubenkamerad, hatte er 1947 an der Bestattung auf dem Friedhof Ohlsdorf teilgenommen.

### Flight Lieutenant James Mason
James Mason ist am 10. Februar 1923 im schottischen Stirling geboren. Der Vater war Bergmann und starb bei einem Unfall in der Polkemmet Grube. Mason wuchs in Whitburn (West Lothian) auf und arbeitete nach der Schule als Lebensmittelkaufmann. Am 3. April 1942 trat der Neunzehnjährige der British Air Force bei. 1944 wurde er dem Air Command South East Asia zugeteilt. Bis 1946 mit Sitz in Bhophal, absolvierte er Versorgungseinsätze. Im Oktober 1946 wurde er nach Europa zurückbeordert und auf der Gloster Meteor geschult. Im Verlauf des Jahres 1947 sollte er aus dem Dienst entlassen werden.
James Masons Schwester Marian war 2006 79 Jahre alt und lebte in Australien. Sie erhielt die geborgenen persönlichen Gegenstände. James Masons Cousin, Dr. Alex Scott aus Brightons (15 Kilometer nördlich Whitburn), konnte am 29. Mai 2006 an der feierlichen Bestattung teilnehmen.

## Archäologische Untersuchung

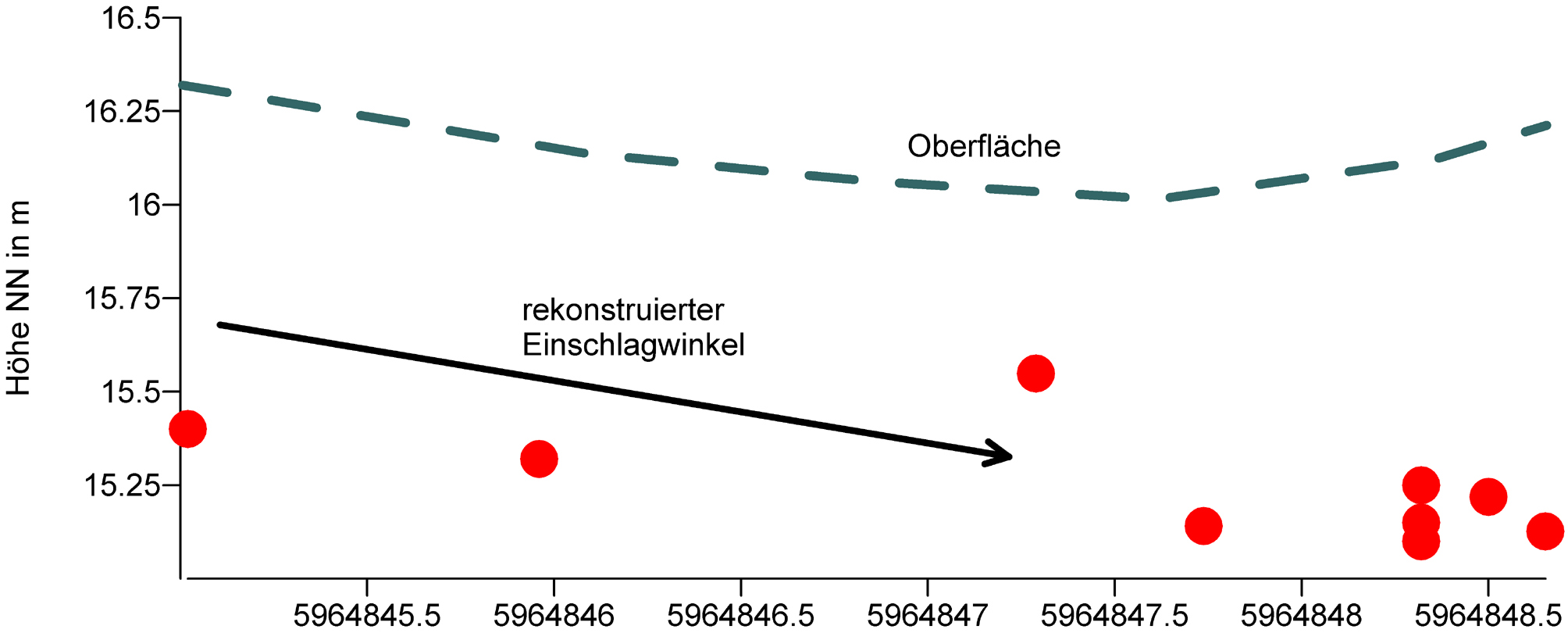
Profilansicht der Fundstellen: links Schuhe, rechts Oberkörperareal

Am 27. Dezember 2005 hatte das Gemeindearchiv der Gemeinde Sülfeld beim Archäologischen Landesamt eine archäologische Untersuchung am nunmehr bekannten Absturzort beantragt. Die Bestewiesen sollten im Rahmen der EU-Wasserrahmen-Richtlinie wiedervernässt werden. Die 45 Mio. EU teure Maßnahme war durch das in den Tanks des Flugzeugs möglicherweise noch vorhandene Kerosin gefährdet. Ein Austritt von Treibstoffen nach dem Abschluss der Maßnahme würde weite Flächen der Umgebung schädigen. Das Archäologische Landesamt sagte am 18. Januar 2006 Untersuchung und Bergung zu; sie solle durch den Archäologen Willi Kramer geleitet werden. Bärwald hatte auch die Genehmigungen der Unteren Landschaftspflegebehörde eingeholt, und der Wasser- und Bodenverband hatte auf seinen Antrag hin eine Reihe von Kosten übernommen. Auch die britische Botschaft war informiert worden; sie begrüßte die Maßnahme ausdrücklich.

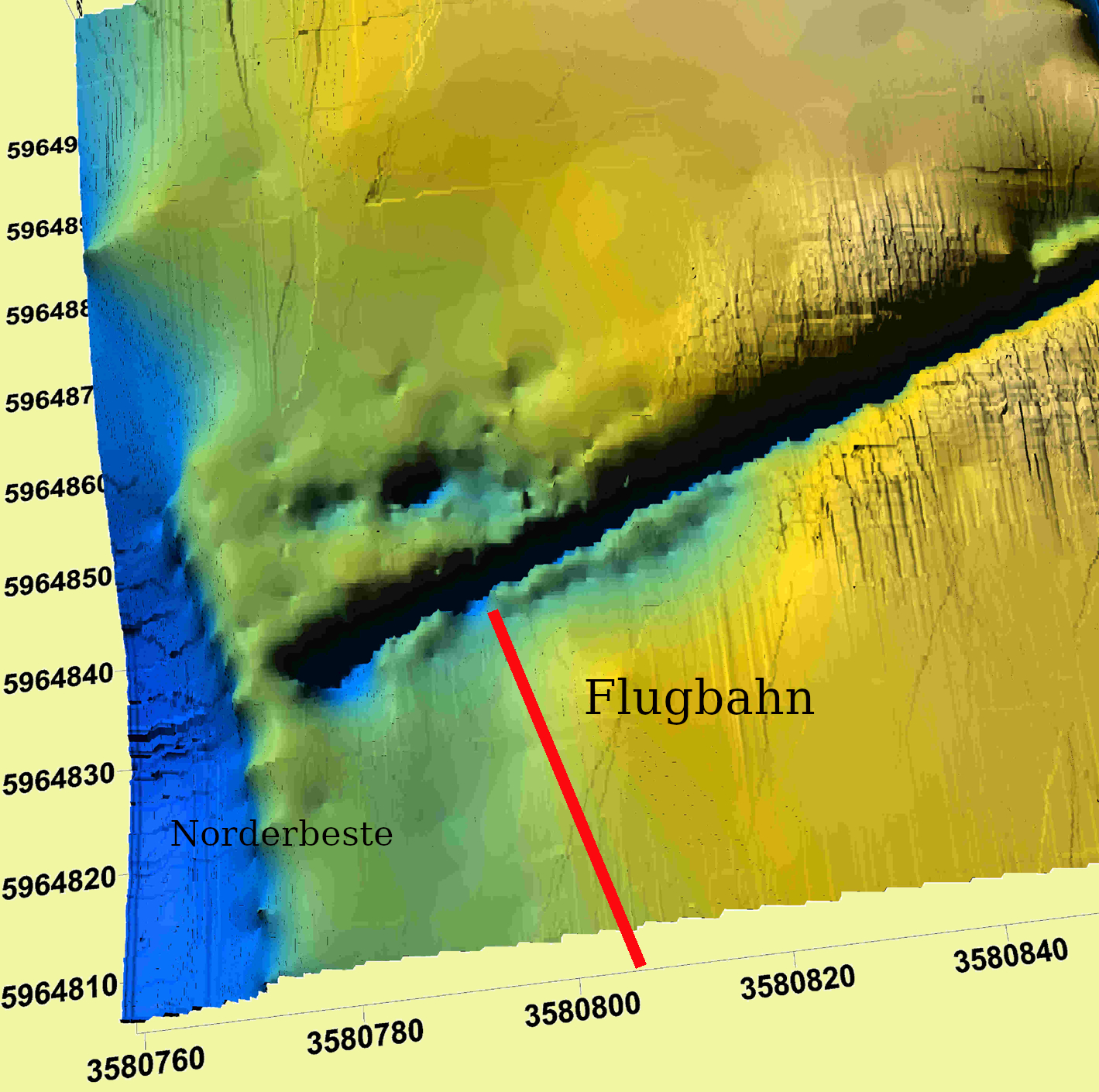
Oberflächenkartierung des Fundgebietes

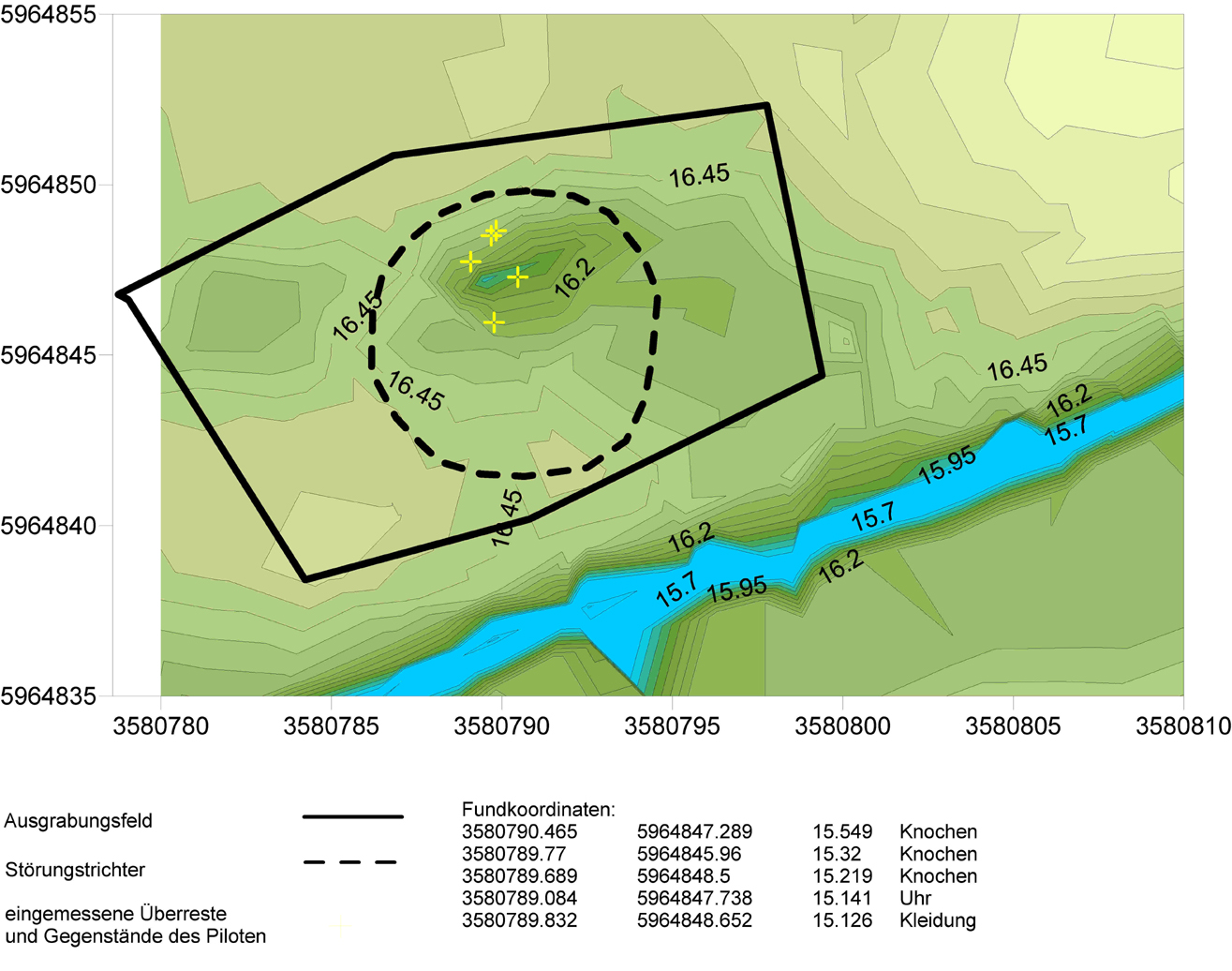
Fundareal und Fundstellen

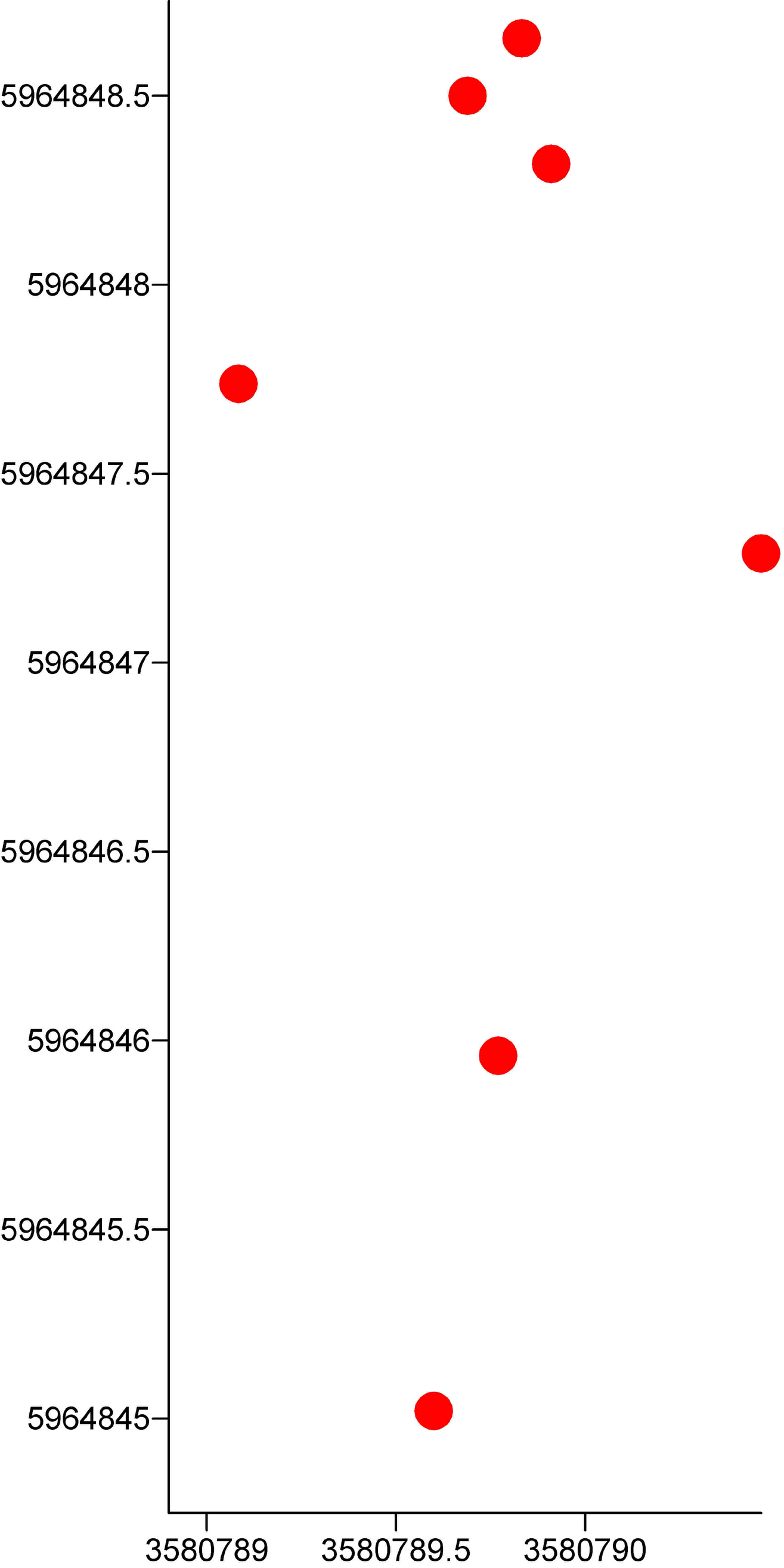
Flächige Kartierung der Funde und Fundstellen: Unten Schuhe, oben Oberkörperbereich

Kramer erstellte im Vorfeld der Bergung eine genaue Oberflächendokumentation. Am 23. März 2006 standen zwei Bagger einer ortsansässigen Firma zur Verfügung. Die Freiwillige Feuerwehr von Sülfeld sorgte für die Absperrung der Untersuchungsstelle sowie für eine Ölsicherung in der benachbarten Beste.
Die Kartierung hatte in der Mitte des durch Detektorkontakte gekennzeichneten Fundgebietes zwei muldenförmige Eintiefungen von jeweils um 8 m Durchmesser erkennen lassen. In der westlichen Vertiefung wurde ein Stahlkabel mit einer Schleppöse festgestellt, das von einem früheren Bergungsversuch stammte. Der Bodenaufbau (Torf bis 0,7 m, anschließend Schwemmsande) war hier allerdings ungestört; die leichte Mulde war wohl durch eine Verdrückung entstanden.
Bei der benachbarten, östlichen Mulde war rasch zu erkennen, dass hier der Boden gestört worden war. Es zeigte sich eine Verfärbungsgrenze zwischen ungestörtem Torf und einem mit Sand vermischtem Torf, die mit Baggerhilfe weiter verfolgt werden konnte. Der strenge Kerosingeruch, der vom sandigen Torf ausging, wies deutlich darauf hin, dass hier die eigentliche Fundstelle erreicht war. In der Folge wurde das gestörte Areal entlang der Verfärbungsgrenzen freigelegt, wobei eine runde Grube von knapp 10 m Durchmesser zuerkennen war. Die Grube hatte steil ablaufende Ränder und bei 14,6 mNN, 0,8 m unter der Oberfläche, eine muldenförmige Sohle.
In der Grube lagen in regelloser Verteilung Aluminiumteile des Flugzeuges, deren Größe bis 0,2 m reichte. Größtes Fundstück war eine Sauerstofflasche. Es fehlten Flügel, Rumpf, Turbinen und Fahrwerk. Diese Gegenstände waren schon 1947 geborgen worden. Die Gesamtmenge der geborgenen Flugzeugteile betrug etwa 35 kg.
Eine erste Spur des Unfallopfers zeigte sich in geringer Tiefe von nur 0,4 m unter der Oberfläche mit dem Fund eines Schnürstiefels. Nach Norden hin folgten dann die beiden Oberschenkelhälse und schließlich eine Region mit Funden des Schädels und des – vermutlich rechten – Oberarmes und einer Hand. Östlich dieser Stelle, wo der linke Arme und die linke Körperseite sich befunden haben müssten, fanden sich eine Armbanduhr (10.15 Uhr Greenwichtime). und eine schwarze Lederbrieftasche. Beide Funde wurden sofort und ohne Öffnung der Brieftasche dem Stabsfeldwebel Allen Bennet vom Stab des britischen Militärattachés, Berlin, übergeben. Weitere Funde waren eine silberne Gürtelschnalle, eine Gurtschlaufe sowie Teile der ledernen und textilen Kleidung. Ein weiterer Schnürstiefel lag außerhalb des ansonsten klar begrenzten Fundgebietes im Bereich der Grubensohle. Im Bereich der menschlichen Überreste fanden sich Armaturen und Armaturenteile, Glas- und Panzerglasbruchstücke der Cockpitverglasung sowie Fragmente des Sauerstoffschlauches. Erstaunlichwerweise war der Cockpitbereich mit den Resten des Toten bei der Bergung von 1947 nicht gestört worden. Man hat vermutlich die nur wenig unter Oberfläche liegenden Flugzeugteile nicht ausgegraben, sondern nur herausgezogen.
Die mit dem Opfer verbundenen Funde waren über eine 3,5 m lange und 1,2 m breite, exakt Süd-Nord orientierte Fläche verteilt. Die Fläche war mit etwa 5° von Süden nach Norden geneigt. Die vertikale Verteilung lag dabei im Rahmen einer wenige Zentimeter dicken Schicht. Es zeigte sich so nichts anderes als die Einschlagrichtung des Flugzeuges, welche erheblich von der berichteten Absturzneigung (45°) abweicht.
Der nunmehr dokumentierte und erkannte flache Anflugwinkel bestätigt die Aussagen ortsansässiger Zeugen, welche übereinstimmend vom Überfliegen der Sülfelder Kirche (Turmspitze bei 75 mNN) in geringer Höhe berichten. Von hier zur 920 m entfernten Unfallstelle lässt sich rechnerisch eine derart flache Flugbahn rekonstruieren. Fundbild und Zeugenaussagen zeigen also keinen unkontrollierten Absturz, sondern eine versuchte Notlandung. Der Pilot hatte für dieses Vorhaben im flachen Bestetal eine geeignete Fläche erkannt. Hätte diese Fläche festen Grund geboten, wäre die Notlandung vermutlich geglückt. Der hier anstehende, wassergesättigte Torf mit einem spezifischen Gewicht von 0,5 bis 0,6 kg/l gab der Abwärtsbewegung des Flugzeugs tragischerweise aber kaum Widerstand. Folgt man der Angabe der Unfallzeit der Begleitflieger (10.10 Uhr), dem Zeitpunkt des letzten Sichtkontaktes, so war James Mason nach Ausweis seiner Armbanduhr bis zur missglückten Notlandung noch 5 Minuten in der Luft.
Die Überreste des Piloten sowie die geborgenen Kleidungs- und Ausrüstungsstücke übergab Willi Kramer am folgenden Tag den Mitgliedern des Stabes des Britischen Militärattachés in Berlin, Hauptfeldwebel Andrew Moss und Stabsfeldwebel Allan Bennet, in den Räumen des Archäologischen Landesamtes Schleswig-Holstein. An der Übergabe nahmen zwei Offiziere des Aufklärungsgeschwaders 51 „Immelmann“ der Luftwaffe teil.

## Gedenken
Wenige Wochen nach dern Bergungsarbeiten organisierte die Britische Botschaft in Berlin am 29. Mai 2006 die Bestattung von Flight Lieutenant Mason auf dem Ohlsdorfer Friedhof. Ein Dudelsackpfeifer spielte die Nationalhymne God save the Queen.
Die Gemeinde Sülfeld errichtete in Nachbarschaft der Absturzstelle einen Gedenkstein.